# Coelichneumonops walkleyae
Coelichneumonops walkleyae är en stekelart som beskrevs av Heinrich 1961. Coelichneumonops walkleyae ingår i släktet Coelichneumonops och familjen brokparasitsteklar. Inga underarter finns listade i Catalogue of Life.